# Lijst van onderscheidingen en records van Roger Federer
Dit is de lijst met onderscheidingen en records van Roger Federer.

## Onderscheidingen

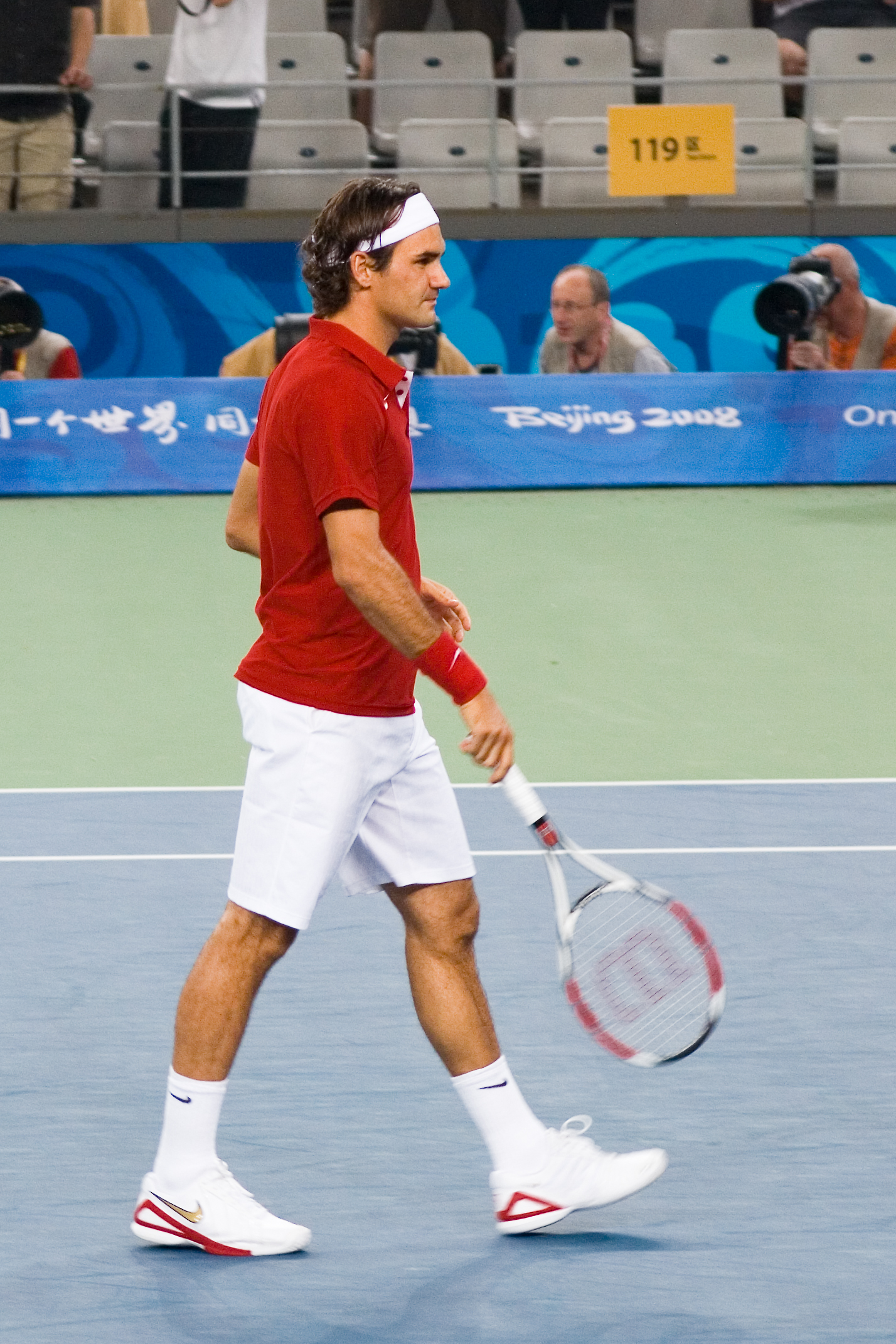
Roger Federer op de Olympische Spelen in Peking

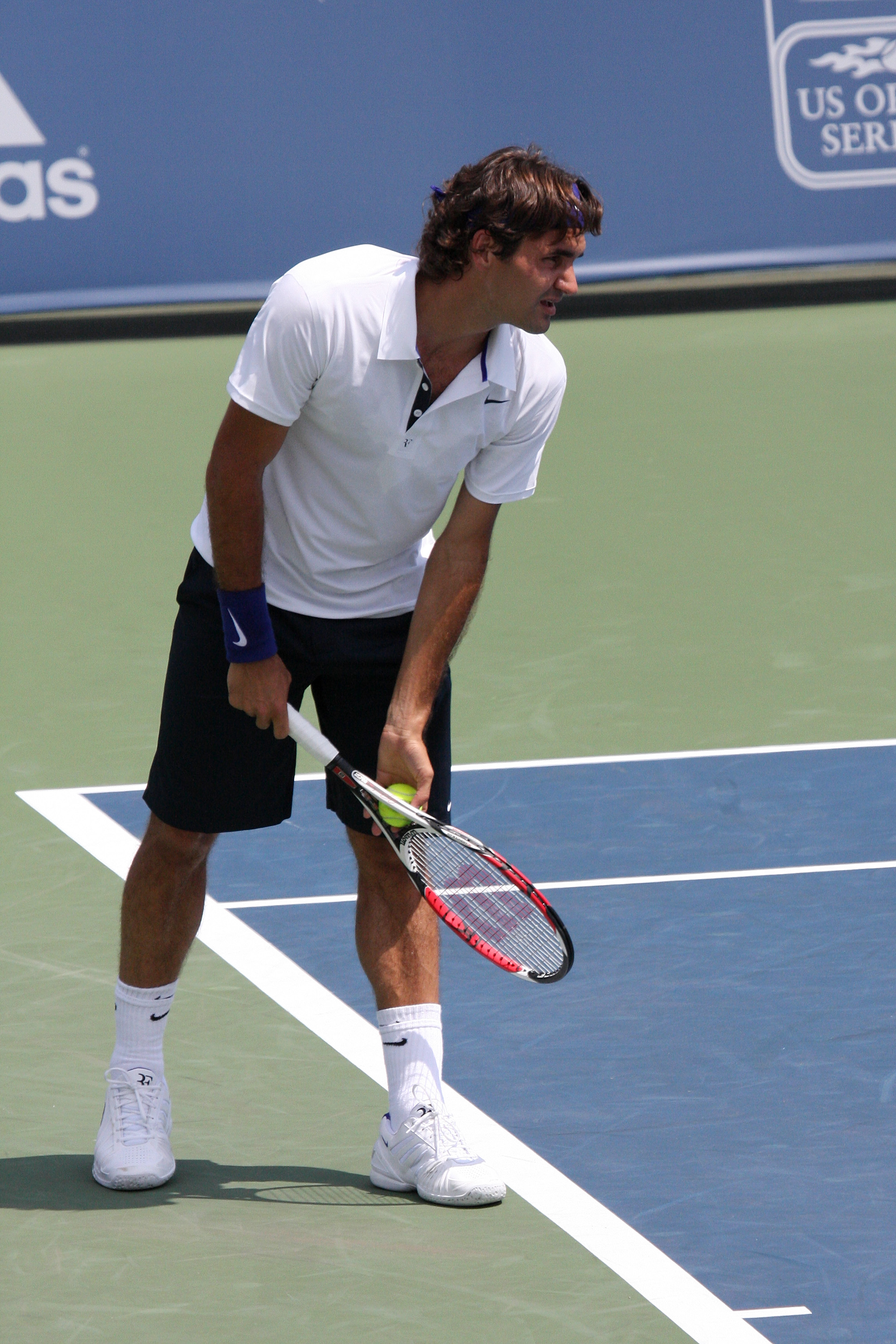
Roger Federer op het ATP-toernooi van Cincinnati in 2008

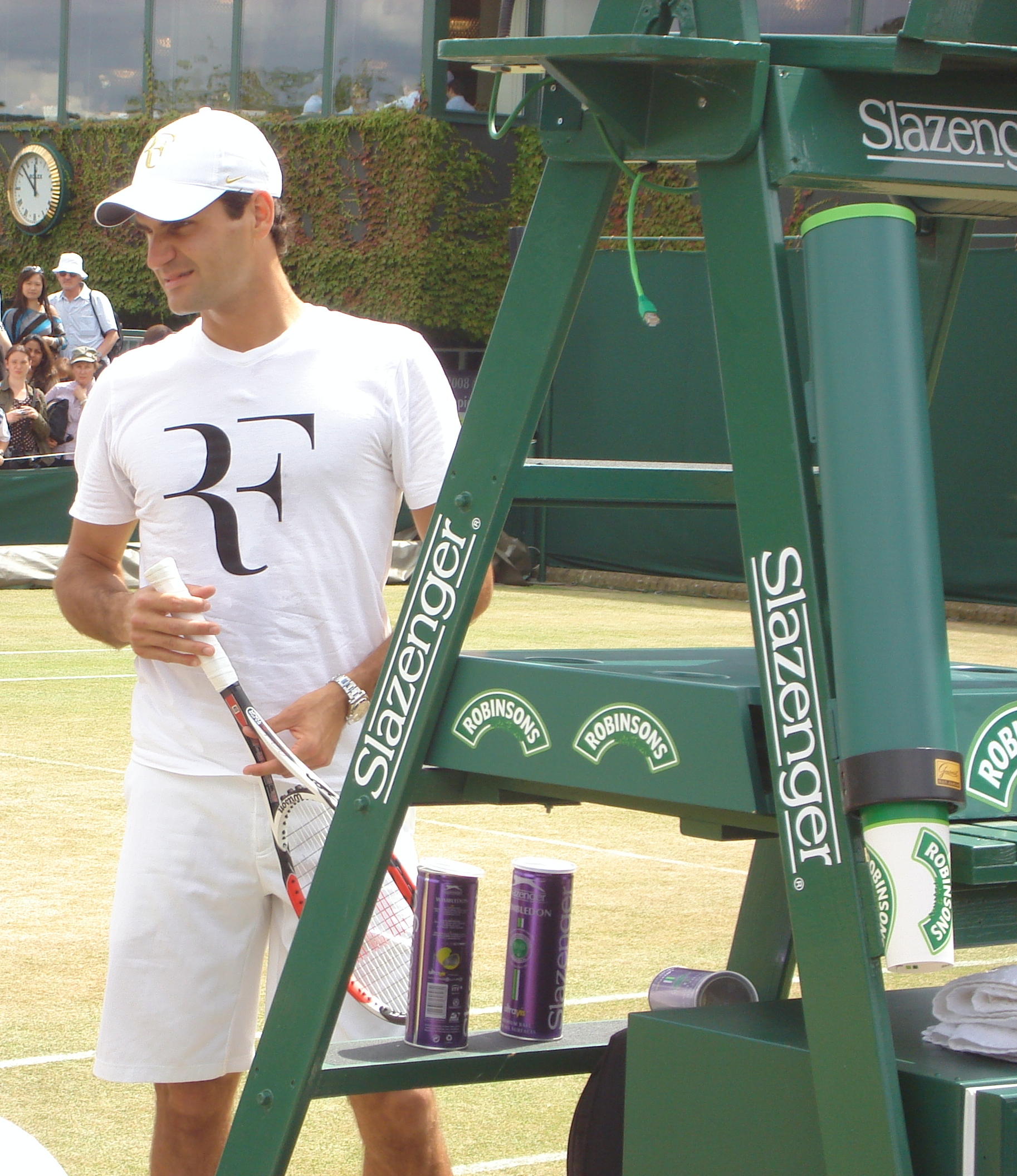
Roger Federer tijdens een oefenpartij op Wimbledon 2009

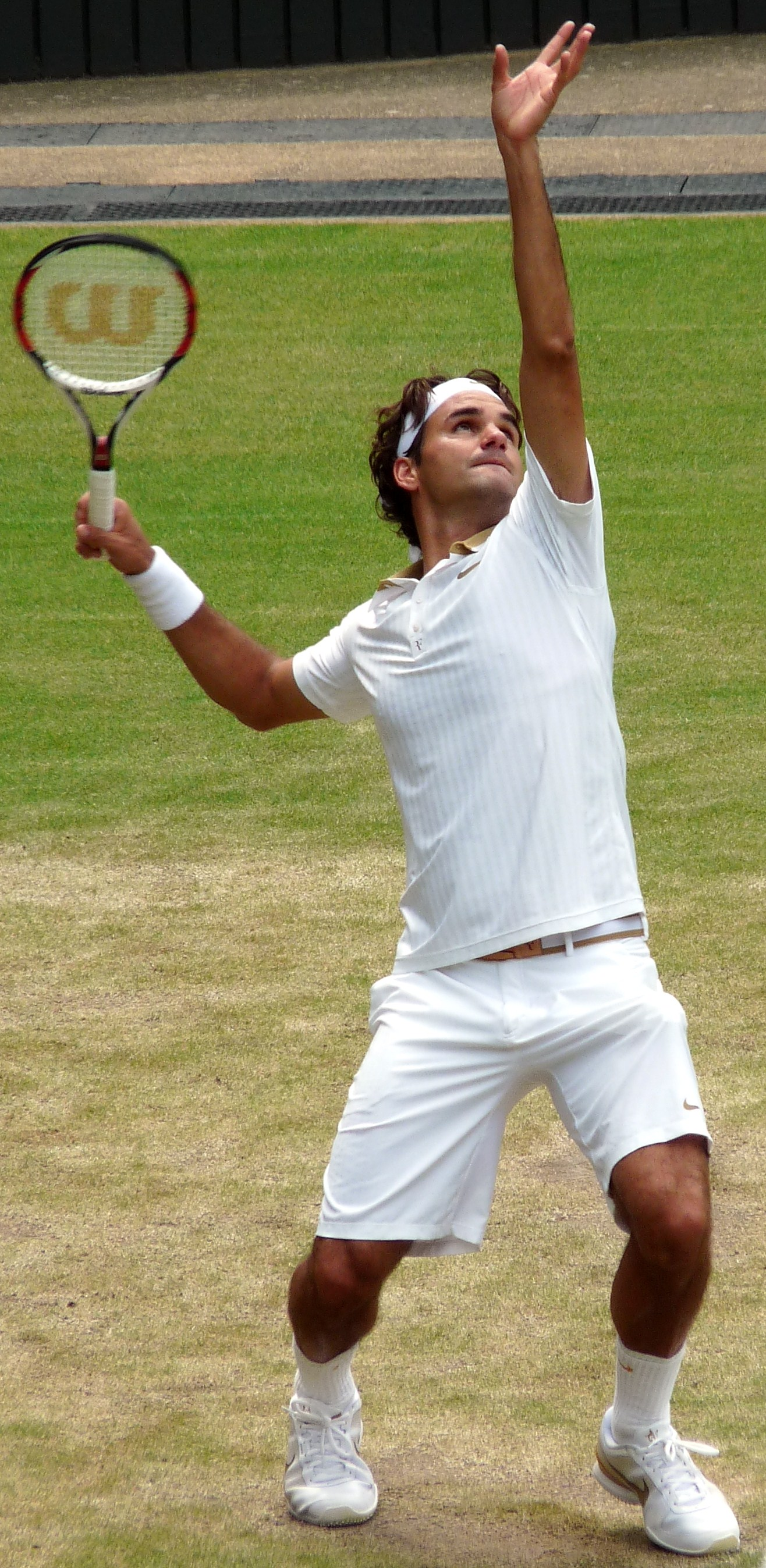
Roger Federer op Wimbledon 2009

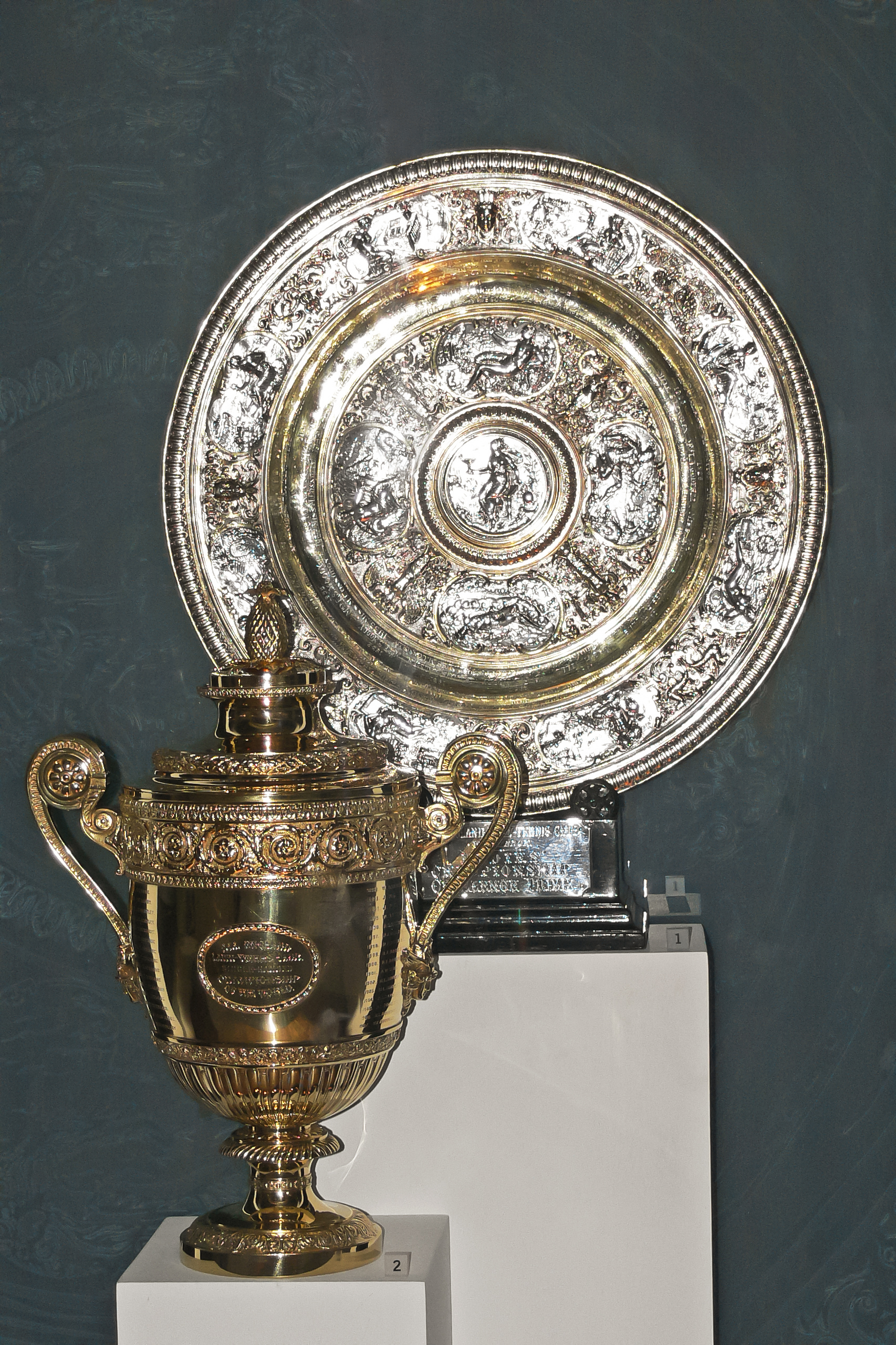
Trofeeën van Wimbledon

- In april 2007 werd in Zwitserland een postzegel met een beeltenis van Federer uitgebracht. Het was de eerste keer dat in Zwitserland een postzegel met een op dat moment nog levend persoon werd uitgebracht.[1]
- Federer droeg de Zwitserse vlag op de Olympische Spelen van 2004 en 2008. De openingsceremonie tijdens de Spelen van 2008 was toevallig ook op Federers verjaardag.[2]
- Na de renovatie van de St. Jakobshalle in Bazel zal het complex, waar ook het ATP-toernooi van Bazel wordt gehouden, hernoemd worden naar de Roger Federer Arena.[3][4]
- In februari 2010 prijkte Federer op 400.000 postzegels van het Oostenrijks postbedrijf. Hiermee wilde het bedrijf Federer eren als de beste tennisser op de wereld. De foto die werd gebruikt op de zegel werd genomen tijdens Roland Garros 2009.[5]

2003
- Zwitser van het Jaar
- Zwitsers Sportman van het Jaar
- ATP Europese Speler van het Jaar
- ATPTennis.com Fans' Favorite

2004
- ATP Speler van het Jaar
- Stefan Edberg Sportsmanship Award
- International Tennis Writers Associations Speler van het Jaar
- Sports Illustrateds Tennisspeler van het Jaar
- BBC's Buitenlandse Sportpersoonlijkheid van het Jaar
- Europees Sportman van het Jaar
- Zwitsers Sportman van het Jaar
- ITF Wereldkampioen
- ATP Europese Speler van het Jaar
- Reuters Sportman van het Jaar
- ATPTennis.com Fans' Favorite

2005
- Ambassadeur van het Verenigde Naties jaar van de sport
- ATP Speler van het Jaar
- Stefan Edberg Sportsmanship Award
- ATPTennis.com Fans' Favorite
- Laureus World Sportsman of the Year
- Michael-Westphal Award
- ITWA's Speler van het Jaar
- International Tennis Writers Ambassador for Tennis
- ITF Wereldkampioen
- Europees Sportman van het Jaar
- ESPY Award: Beste mannelijke tennisspeler

2006
- ATP Speler van het Jaar
- Laureus World Sportsman of the Year
- Arthur Ashe Humanitarian of the Year
- Zwitsers Sportman van het Jaar
- BBC's Buitenlandse Sportpersoonlijkheid van het Jaar
- Stefan Edberg Sportmanship Award
- ITF Wereldkampioen
- ATPTennis.com Fans' Favorite
- Europees Sportman van het Jaar
- Zwitsers Sportman van het Jaar
- L'Équipe: Kampioen der Kampioenen
- ESPY Award: Beste mannelijke tennisspeler

2007
- ATP Speler van het Jaar
- Stefan Edberg Sportmanship Award
- ATPTennis.com Fans' Favorite
- ITF Wereldkampioen
- Laureus World Sportsman of the Year
- ESPY Award: Beste mannelijke atleet
- ESPY Award: Beste mannelijke tennisspeler
- BBC's Buitenlandse Sportpersoonlijkheid van het Jaar
- Zwitsers Sportman van het Jaar
- L'Équipe: Kampioen der Kampioenen

2008
- Europees Sportman van het Jaar
- ATP Speler van het Jaar
- Laureus World Sportsman of the Year
- Stefan Edberg Sportmanship Award
- ATPTennis.com Fans' Favorite
- ESPY Award: Beste mannelijke tennisspeler
- Zwitsers Team van het Jaar (met Stanislas Wawrinka)
- L'Équipe: Kampioen der Kampioenen

2009
- ATP Speler van het Jaar
- Stefan Edberg Sportmanship Award
- ATPWorldTour.com Fans' Favorite
- Talksport Hall of Fame
- ESPY Award: Beste mannelijke tennisspeler

2010
- Benoeming tot erelid van de Zwitserse tennisbond
- ATPWorldTour.com Fans' Favorite

2011
- Stefan Edberg Sportsmanship Award
- ATPWorldTour.com Fans' Favorite

2012
- Stefan Edberg Sportsmanship Award
- ATPWorldTour.com Fans' Favorite
- Zwitsers Sportman van het Jaar

2013
- Stefan Edberg Sportsmanship Award
- ATPWorldTour.com Fans' Favorite
- Arthur Ashe Humanitarian of the Year

2014
- Stefan Edberg Sportsmanship Award
- ATPWorldTour.com Fans' Favorite
- Zwitsers Sportman van het Jaar
- Zwitsers Team van het Jaar (met het Zwitserse Davis Cup-team)

2015
- Stefan Edberg Sportsmanship Award
- ATPWorldTour.com Fans' Favorite

2016
- Stefan Edberg Sportsmanship Award
- ATPWorldTour.com Fans' Favorite

2017
- Stefan Edberg Sportsmanship Award
- ATPWorldTour.com Fans' Favorite
- ATP Comeback Player of the Year
- Zwitsers Sportman van het Jaar
- BBC's Buitenlandse Sportpersoonlijkheid van het Jaar

2018
- Laureus World Sportsman of the Year
- Laureus Comeback van het Jaar
- ATPWorldTour.com Fans' Favorite

2019
- ATPWorldTour.com Fans' Favorite

2020
- ATPWorldTour.com Fans' Favorite

2021
- ATPWorldTour.com Fans' Favorite

## Records

### Tennisrecords

#### Grandslamtoernooien
- 3 van de 4 grandslamtoernooien minimaal 5 keer gewonnen (6x Australian Open, 8x Wimbledon, 5x US Open).
- 10 achtereenvolgende grandslamfinales (Wimbledon 2005-US Open 2007). Hij speelde 18 van de 19 grandslamfinales tussen Wimbledon 2005 en het Australian Open 2010.
- 23 achtereenvolgende halve finales gespeeld in grandslamtoernooien (Wimbledon 2004-Australian Open 2010).
- 36 achtereenvolgende kwartfinales gespeeld in grandslamtoernooien (Wimbledon 2004-Roland Garros 2013).
- 4 jaar achter elkaar Wimbledon én het US Open gewonnen (2004-2007).
- 8 Wimbledon-titels.
- 12 Wimbledon-finales gespeeld.
- 7 achtereenvolgende Wimbledon-finales (Wimbledon 2003-Wimbledon 2009).
- 5 achtereenvolgende US Open-titels in het open tijdperk (2004-2008).
- Eerste 7 grandslamfinales gewonnen in het open tijdperk. In zijn achtste finale verloor hij van Rafael Nadal op Roland Garros 2006. Voor het open tijdperk won Richard Sears ook zijn eerste 7 grandslamfinales.

#### ATP-Tour
- 24 achtereenvolgende finales gewonnen (2004-2005). Dit record werd een halt toegeroepen door David Nalbandian in de finale van de Masters Cup in 2005.
- 65 achtereenvolgende graswedstrijden gewonnen (tot de finale van Wimbledon 2008).
- 56 achtereenvolgende hardcourtwedstrijden gewonnen (tot de finale van Dubai 2006).
- 26 achtereenvolgende wedstrijden gewonnen tegen top 10-spelers (tot de halve finale van het Australian Open 2005).
- Eerste toediener van een double bagel in de Masters Cup (tegen Gastón Gaudio in 2005).

#### Gedeelde records
- 3x alle 4 grandslamfinales in hetzelfde jaar behaald (2006, 2007 en 2009). Gedeeld met Novak Djokovic.
- Aan 81 grandslamtoernooien meegedaan. Gedeeld met Feliciano López
- Alle 4 grandslamtoernooien gewonnen (samen met Fred Perry, Don Budge, Roy Emerson, Rod Laver, Andre Agassi, Rafael Nadal en Novak Djokovic).
- Alle 4 grandslamtoernooien gewonnen op 3 verschillende ondergronden (samen met Andre Agassi, Rafael Nadal en Novak Djokovic).
- 5 achtereenvolgende Wimbledon-titels na de afschaffing van de challenge-round in 1922 (samen met Björn Borg)
- Meest gespeelde games (77) in een grandslamfinale (tegen Andy Roddick op Wimbledon 2009).

#### Ranglijstrecords
- 237 weken onafgebroken nummer 1 op de ATP-wereldranglijst (2 februari 2004-18 augustus 2008).
- Langste periode tussen 2 momenten als nummer 1 op de ATP-wereldranglijst (5 jaar, 107 dagen).
- Volledig jaar als nummer 1 (2005, 2006 en 2007). Jimmy Connors, Ivan Lendl, Pete Sampras, Lleyton Hewitt en Novak Djokovic deden hetzelfde, enkel Connors slaagde er ook 3 keer in.

### Non-tennisrecords
- 5x de Laureus World Sportsman of the Year-award gewonnen (2005, 2006, 2007, 2008 en 2017). Gedeeld met Novak Djokovic.